# Mohaber Gowtam
Mohaber Gowtam – maurytyjski zapaśnik walczący obu stylach. Zajął piąte miejsce na igrzyskach afrykańskich w 1995. Srebrny medalista mistrzostw Afryki w 1990. Triumfator igrzysk Wysp Oceanu Indyjskiego w 1990 roku.